# Sinagoga de Dresde

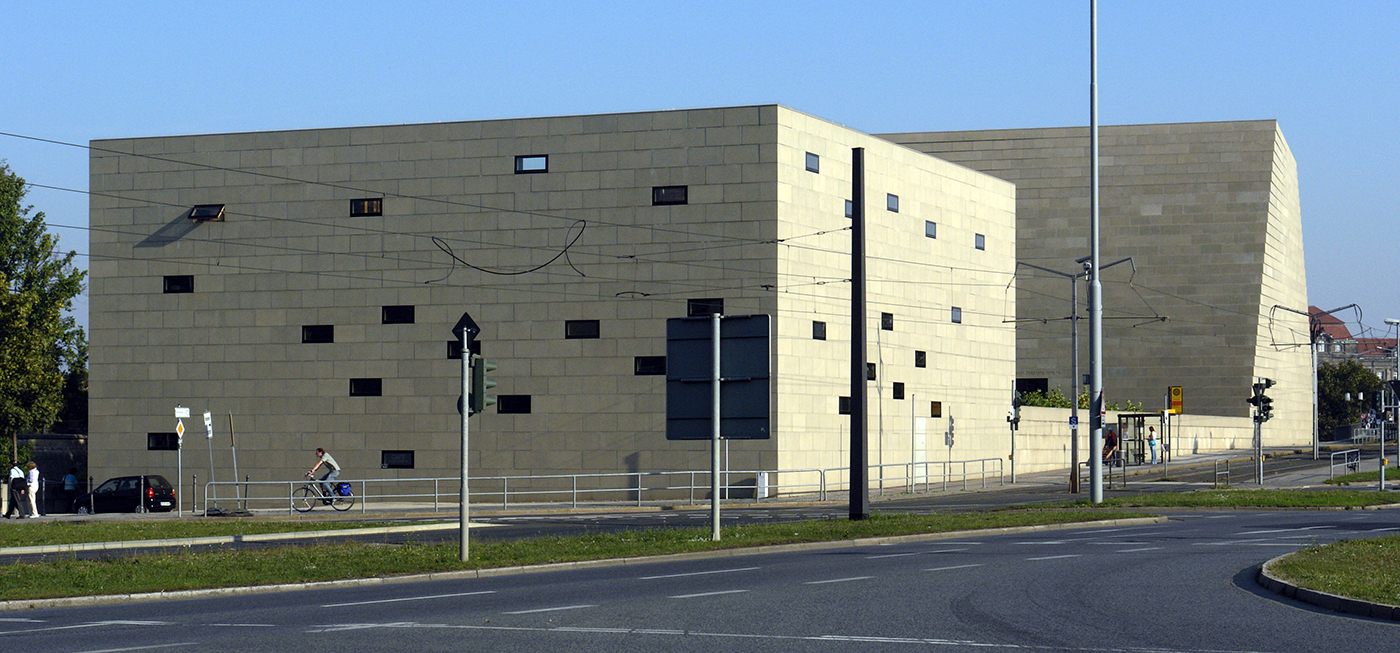
Aspecte actual de la sinagoga de Dresden.

La Nova Sinagoga de Dresde (en alemany: Neue Synagoge Dresden) es troba als afores del casc vell d'aquesta ciutat alemanya, entre la terrassa de Brühl i el pont de Carola. La primera sinagoga situada en aquest lloc va ser obra de l'arquitecte Gottfried Semper i va ser destruïda en 1938. La nova sinagoga es va construir pràcticament en el mateix lloc a partir de 1996. Entre 1950 i 2001, la comunitat jueva va celebrar els seus serveis religiosos en el tanatori del cementiri jueu de Fiedlerstraße.

## L'antiga sinagoga

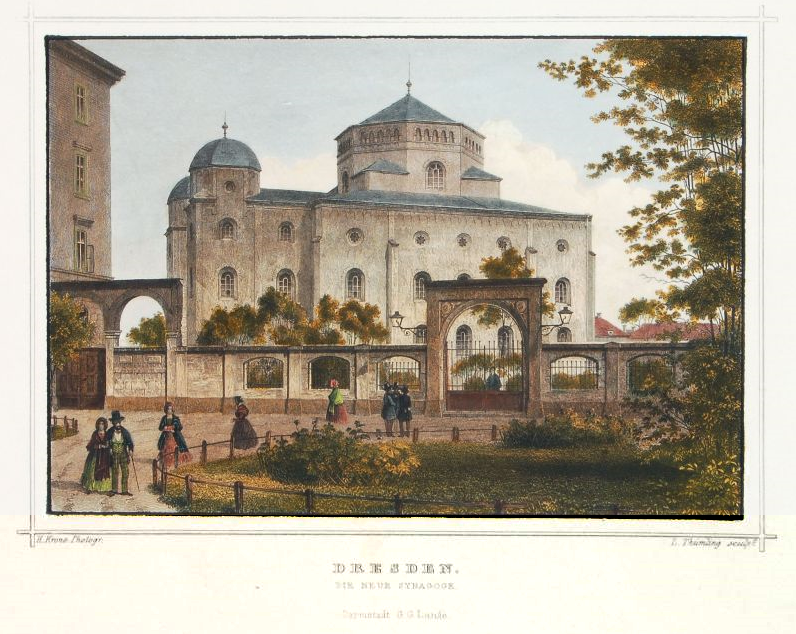
Antiga sinagoga, de Gottfried Semper, cap a 1860.

La sinagoga construïda per Gottfried Semper entre 1839 i 1840 va ser destruïda l'any 1938 durant la "nit dels cristalls trencats". L'única cosa que es va poder conservar va ser l'estel de David que coronava el sostre de l'antic edifici. Va ser trobada i amagada per un dels bombers de la ciutat, que havien estat exclusivament cridats per evitar que el foc que consumia la sinagoga s'estengués als edificis adjacents. L'estel va ser restaurat i avui dia es troba en la nova sinagoga.

## La nova sinagoga

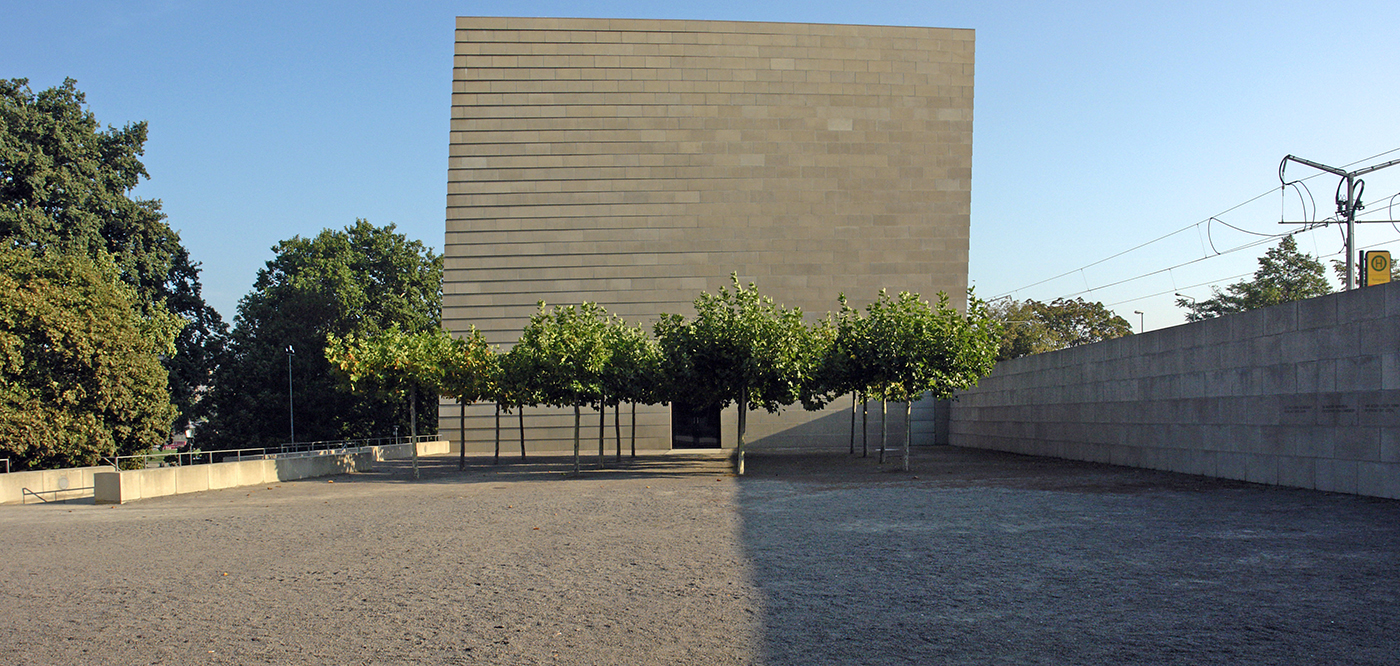
Sinagoga vista des del pati interior.

La nova construcció va ser reoberta al culte exactament 63 anys després de la seva destrucció. En 2002 va ser guardonada amb el premi al millor edifici europeu de l'any. El seu disseny va ser a càrrec de l'estudi d'arquitectura de Saarbrücken Wandel, Hoefer und Lorch. Des del punt de vista arquitectònic es caracteritza per les seves façanes sense finestres i per la superfície escatada de la seva estructura, gairebé cúbica. El disseny permet que el Aron Ha-Kodesh o "cofre sagrat", una espècie de fornícula on es guarda la Torà, estigui situat en la paret de l'edifici més propera a Jerusalem, tal com dicta la tradició. El color gris groguenc i l'estructura de l'edifici encaixen amb l'arquitectura de pedra calcària del centre de la ciutat. L'edifici està fet amb formigó al que s'ha afegit un pigment per donar el color característic.
Al sud de la sinagoga es troba l'edifici que serveix de centre de reunió de la comunitat jueva, una mica més baix. En ell, també hi ha una cafeteria. La façana que dona al pati interior és acristalada, mentre que les altres tres tenen petites finestres.